# Margerit
 For alternative betydninger, se Margerit (flertydig). (Se også artikler, som begynder med Margerit)
Margerit eller marguerit (Leucanthemum) er en slægt med lidt over 40 arter, som er udbredt i Sibirien og Europa. en- eller flerårige, urteagtige planter med en opret og forgrenet vækst. Bladene er stilkede (de øverste på stænglen dog ofte ustilkede) og spredtstillede, og bladpladen kan være hel eller fjersnitdelt. Kurvene bærer hvide tungekroner og gule rørkroner. Frugterne er ribbede nødder.
Her omtales kun de arter og hybrider, som dyrkes i Danmark, eller som er vildtvoksende her.
| Beskrevne arter |

- Kæmpemargerit (Leucanthemum maximum)
- Sommermargerit (Leucanthemum paludosum)
- Havemargerit (Leucanthemum x superbum)
- Hvid okseøje (Leucanthemum vulgare)

| Andre arter |

- Leucanthemum adustum
- Leucanthemum graminifolium
- Leucanthemum integrifolium
- Leucanthemum lacustre
- Leucanthemum monspeliense
- Leucanthemum pallens
- Leucanthemum praecox
- Leucanthemum subglaucum
- Leucanthemum sylvaticum
- Leucanthemum waldsteinii